# بروتين السربين اف 1

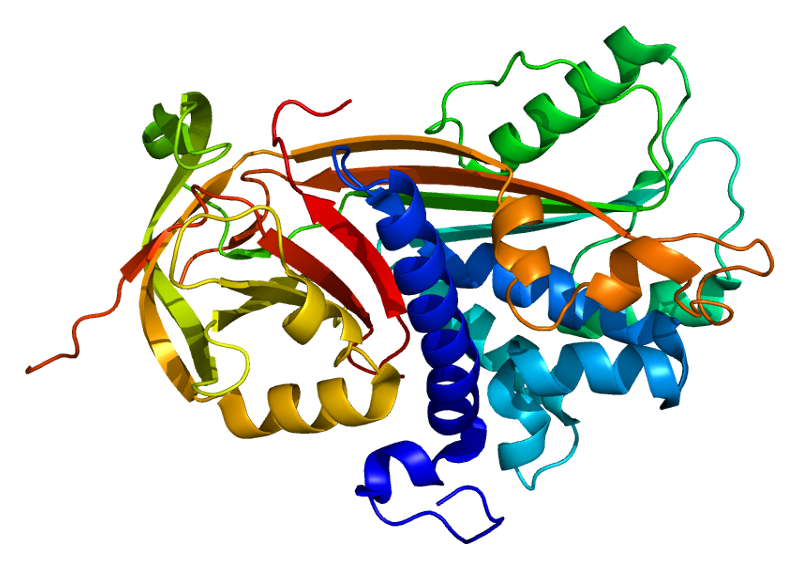

بروتين السربين اف 1 (بالإنجليزية: Pigment epithelium-derived factor)‏ ويختصر ب (PEDF) ، هو بروتين متعدد الوظائف، يفرز البروتين الذي يحتوي على المضادات اللعائية، وومضاد اللأورام . أول ما وجد هذا الصبغي في الفقاريات، ويجري حاليا عليه أبحاثا كمرشح ليكون علاج حالات مثل اتساع الأوعية الدموية المشيمية ، مرض القلب ، و السرطان .

## انتشاره
بروتين السربين اف 1 موجود في الفقاريات بدأ من الإنسان إلى الأسماك، ولكن لم يثبت وجوده في الحشرات أو الديدان، أو ذباب الفاكهة.

## وصلات خارجية
http://www.cell.com/cell-metabolism/abstract/S1550-4131(09)00159-4
http://www.ncbi.nlm.nih.gov/pubmed/20237999
http://neuroscience.jhu.edu/Campochiaro%20PA%20J%20Cell%20Physiology%20188%20253%20263.pdf